# 18670 Shantanugaur
18670 Shantanugaur este un asteroid din centura principală de asteroizi.

## Descriere
18670 Shantanugaur este un asteroid din centura principală de asteroizi. A fost descoperit pe 20 martie 1998 la Socorro, New Mexico, în cadrul proiectului LINEAR. Asteroidul prezintă o orbită caracterizată de o semiaxă mare de 3,11 ua, o excentricitate de 0,14 și o înclinație de 1,2° în raport cu ecliptica.